# ناب خارجي

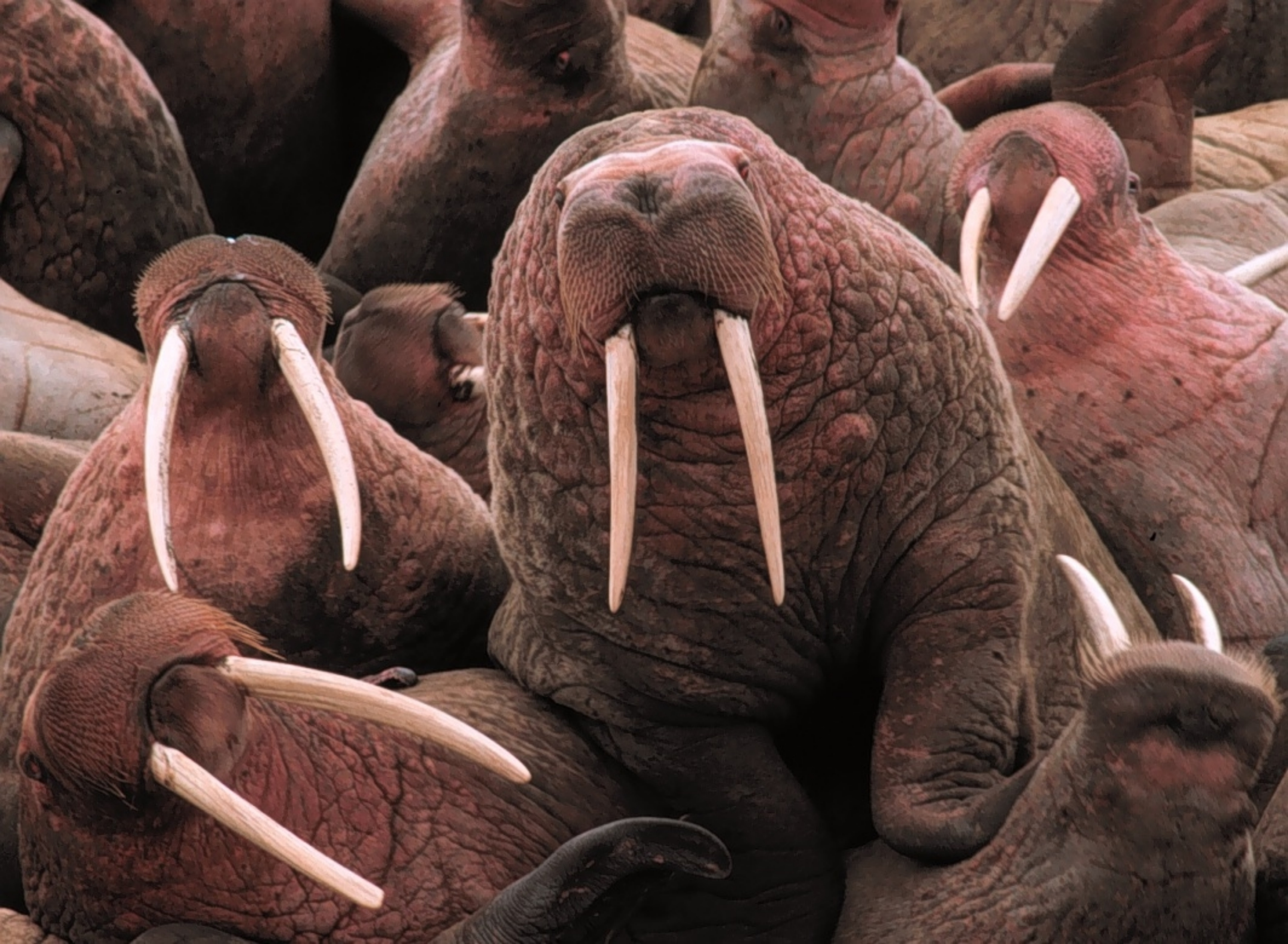
الفظ

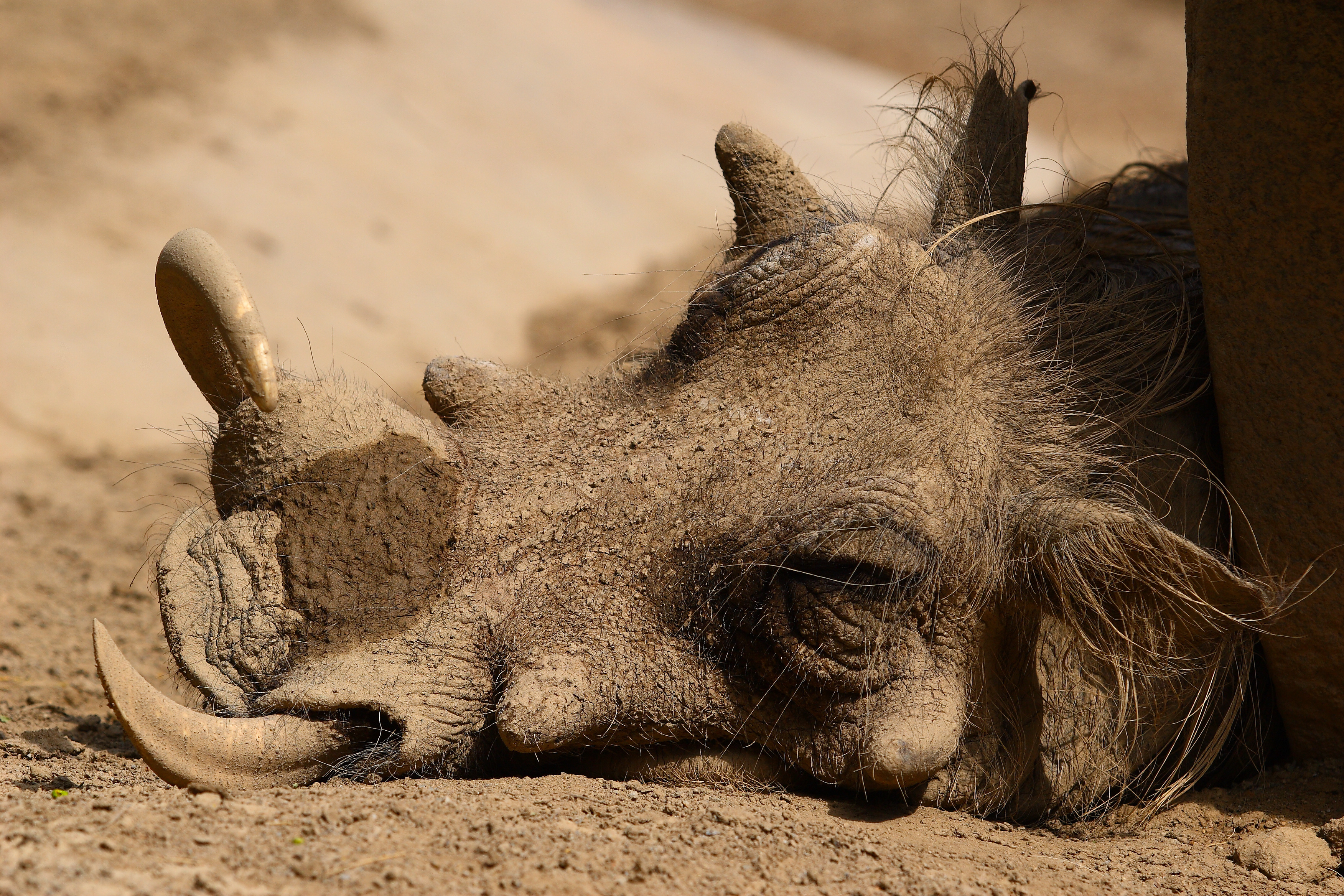
خنزير تؤلولي

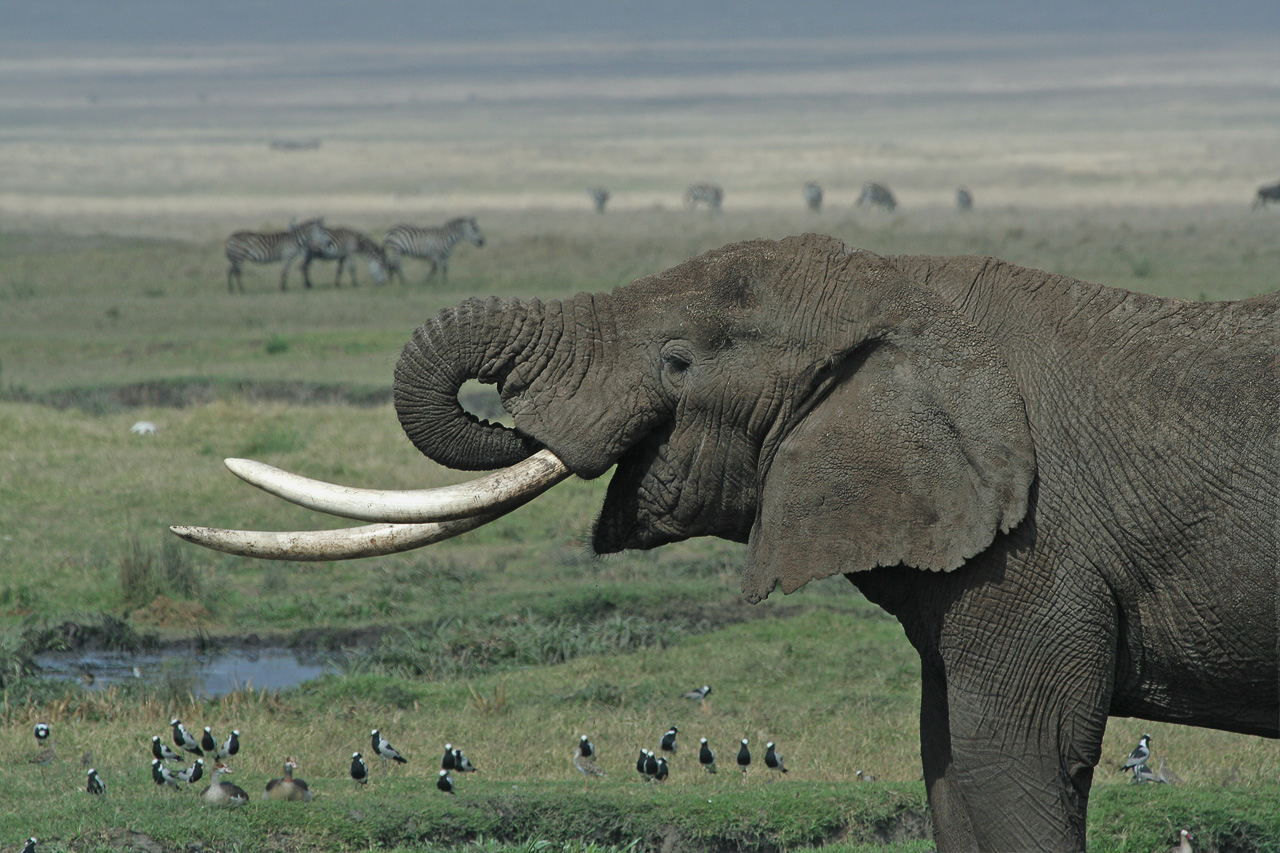
الفيل

الناب هو سن قاطع طويل جدًا وقد يصل طوله حتى 3 أمتار لدى النرول يتكون من العاج ويوجد لدى بعض الثدييات مثل الفيل والفظ وكركدن البحر أو حريش البحر وكذلك الخنزير الوحشي الأفريقي ويقوم البشر بانتزاع الأنياب من أجل استخدام العاج في تصنيع المجوهرات لكن الأمم المتحدة سعت إلى مناهضة هذه الاعتداءات عبر اتفاقية الاتجار الدولي بالحيوانات والنباتات المهددة بالانقراض.

## وصلات خارجية
- Carved Ivory Tusk
- Objects made from ivory and marine ivory in the collection of the Museum of New Zealand Te Papa Tongarewa